# Matt Passmore
Matt Passmore, né dans la banlieue de Brisbane, en Australie le 24 décembre 1973, est un acteur australien connu pour son rôle de Jim Longworth dans la série télévisée The Glades.

## Biographie
Matt Passmore fait un passage par l’armée, avant de partir s’installer à Sydney en 1999 pour y suivre les cours du National Institute of Dramatic Art (NIDA).

## Filmographie complète

### Films
- 2008 : Noir Drive (court-métrage) : Reilly
- 2017 : Jigsaw : Logan Nelson
- 2018 : Nox (court-métrage) : Peter Marlowe

### Séries
- 2003 : Blue Heelers : Brad Fingleton
- 2003 : Always Greener : Pete Jones, le « professeur Love »
- 2003 : Tuck and Cover : Pete
- 2004 - 2005 : The Cooks : Jake
- 2005 : The Alice : Tom
- 2005 : Last Man Standing : Cameron Kennedy
- 2006 - 2009 : Le Ranch des McLeod 	: Marcus Turner, demi-frère d'Alex Ryan et beau-frère de Stevie Hall Ryan
- 2009 : Masterwork : L'agent du FBI Marcus Vanderwold
- 2009 : Underbelly :  Warwick Mobbs
- 2009 : The Cut : Andrew Telford
- 2010 - 2013 : The Glades : Jim Longworth
- 2011 : Play School : Présentateur
- 2014 : Satisfaction : Neil Truman
- 2017 : L'Arme fatale : Gideon
- 2020 : 13 Reasons Why : Officier Ted
- 2024 : Tracker : Agent du gouvernement (saison 2, épisode 2)

## Distinctions

### Récompenses
- 2019 : Southern Shorts Awards Lauréat du Prix de l'Excellence du meilleur acteur dans un court-métrage pour Nox (2018).
- 2019 :North American Film Awards  Lauréat du Prix du Festival du meilleur acteur dans un court-métrage pour Nox (2018).
- 2020 : London International Motion Pictures Awards du meilleur acteur dans un court-métrage pour Nox (2018).
- 2020 : Los Angeles Cinematography AWARDS du meilleur acteur dans un court-métrage pour Nox (2018).

### Nominations
- Top Indie Film Awards 2020 : Nomination au Prix du Jury du meilleur acteur dans un court-métrage pour Nox (2018).